# Provincia de Sidi Slimane
La provincia de Sidi Slimane (en árabe: إقليم سيدي سليمان, iqlīm Sīdī Slīmān; en amazig: ⵜⴰⵙⴳⴰ ⵏ ⵙⵉⴷⵉ ⵙⵍⵉⵎⴰⵏ, tasga n Sidi Sliman) es una de las provincias del Marruecos, hasta 2015 parte de la región de Gharb-Chrarda-Béni Hssen y actualmente de la de Rabat-Salé-Kenitra. Tiene una superficie de 1.492 km² y 292.877 habitantes. Su capital es Sidi Slimane. 
Limita al norte con la provincia de Sidi Kacem al sudeste con la prefectura de Meknès, al sur con la provincia de Khémisset y el oeste con la provincia de Kénitra.

## División administrativa
La provincia de Sidi Slimane consta de 2 municipios y 9 comunas:
| Núcleos de población    | Habitantes (2 siete. 1994) | Habitantes (2 siete. 2004) |
| ----------------------- | -------------------------- | -------------------------- |
| Sidi Slimane (M)        | 69.645                     | 78.060                     |
| Sidi Yahya El Gharb (M) | 29.965                     | 31.705                     |
| Azghar                  | 10.340                     | 9.972                      |
| Boumaiz                 | 19.260                     | 20.419                     |
| Dar Belio Amri          | 27.429                     | 31.453                     |
| Kceibya                 | 19.914                     | 23.218                     |
| Me Saada                | 17.566                     | 18.879                     |
| Oulad Ben Hammadi       | 11.700                     | 12.100                     |
| Oulad H'Cine            | 25.982                     | 27.972                     |
| Sfafaa                  | 16.075                     | 18.799                     |